# Sepsis thoracica
Sepsis thoracica är en tvåvingeart som först beskrevs av Jean-Baptiste Robineau-Desvoidy 1830.  Sepsis thoracica ingår i släktet Sepsis och familjen svängflugor. Enligt den finländska rödlistan är arten sårbar i Finland. Arten är reproducerande i Sverige. Artens livsmiljö är torra gräsmarker. Inga underarter finns listade i Catalogue of Life.